# Pieces of the Sky
Pieces of the Sky is het tweede studioalbum en debuutalbum bij een groot platenlabel van de Amerikaanse countryartiest Emmylou Harris, uitgebracht op 7 februari 1975 via Reprise Records.
Hoewel ze vijf jaar eerder het obscure folkachtige Gliding Bird had uitgebracht, werd Pieces of the Sky het album dat Harris' carrière lanceerde. In de tussenliggende jaren bouwde ze een muzikale relatie op met Gram Parsons die de muzikale richting van haar carrière veranderde. 
Het album bevat Harris' eerste hoog genoteerde nummer in de Billboard-countryhitlijsten, de nummer 4 "If I Could Only Win Your Love", en de relatief laag genoteerde nummer 73 "Too Far Gone" (oorspronkelijk een hit uit 1967 voor Tammy Wynette). 
De algehele songselectie was gevarieerd en toonde al vroeg hoe eclectisch Harris' muzikale smaak was. Naast haar eigen "Boulder to Birmingham" (geschreven voor Gram Parsons, die het jaar ervoor was overleden), nam ze de Merle Haggard-klassieker "The Bottle Let Me Down", The Beatles' "For No One" en Dolly Parton's "Coat of Many Colors" op. (Parton coverde op haar beurt "Boulder to Birmingham" op haar album All I Can Do.) Op "Queen Of The Silver Dollar" van Shel Silverstein zingt Harris samen met haar goede vriendin en samenwerkingspartner Linda Ronstadt de harmonie.